# 李明朝
李明朝（1946年9月—），男，汉族，江苏仪征人，中华人民共和国政治人物，曾任江苏省公安厅厅长、党委书记，中共江苏省委常委、政法委书记，中共云南省委常委、政法委书记，江苏省人大常委会副主任，中共十五大代表。